# Chilombo
Chilombo — третий студийный альбом американской певицы и автора-исполнителя Дженей Айко, исполняющей музыку в стилях хип-хоп, альтернативный R&B и неосоул. Релиз вышел 6 марта 2020 года на лейблах ArtClub International, ARTium Recordings и Def Jam Recordings..
В записи альбома принимали участие рэперы Шон Андерсон, Нас, Ty Dolla Sign и Фьючер, а также R&B-певцы Джон Ледженд, Мигель и H.E.R..
В делюксовом издании, вышедшем 17 июля принимали участие Кейлани, Mila J, Крис Браун, Snoop Dogg и Уиз Халифа.

## Об альбоме
Через два года после выхода её второго студийного альбома Trip (2017) Айко объявила, что начала работу над следующим альбомом. Она рассказала, что её третий альбом будет состоять только из разных свободных стилей и сосредоточится на многих темах и отношениях, где будет «… прошлое, настоящее и будущее». В 2019 году Айко завершила запись трёх песен для альбома, а также выпустила «Wasted Love Freestyle». СМИ предположили, что альбом сфокусируется на расставании Айко с рэпером Биг Шоном.

## Отзывы
| Оценки критиков | Оценки критиков |
| Источник        | Оценка          |
| --------------- | --------------- |
| The Guardian    | [ 3 ]           |
| Pitchfork       | 6.3/10          |

Альбом получил положительные отзывы музыкальной критики и интернет-изданий.

### Итоговые списки
| Публикация | Список                                       | Ранг | Ссылка |
| ---------- | -------------------------------------------- | ---- | ------ |
| Billboard  | Billboard́s 50 Best Albums of 2020 — Mid-Year | N/A  | [ 5 ]  |
| HipHopDX   | HipHopDX́s Best R&B Albums of 2020 — Mid-Year | N/A  | [ 6 ]  |

## Коммерческий успех
В американском хит-параде Billboard 200 альбом Chilombo дебютировал 21 марта 2020 года (релиз был 6 марта) на 2-м месте с тиражом 152 тыс. альбомных эквивалентных единиц (включая 38 тыс. чистых продаж альбома).
Во вторую неделю альбом упал на пятое место, добавив к тиражу ещё 56,000 альбомных эквивалентных единиц. В третью неделю релиза спустился в чарте на восьмое, имея дополнительный тираж 37 тыс. единиц. В пятую неделю альбом вернулся в топ-10 на десятое место с тиражом более 27,000 единиц.
13 мая 2020 года альбом был сертифицирован в золотом статусе Recording Industry Association of America (RIAA) за комбинированный тираж более 500 тыс. альбомных эквивалентных единиц в США.
В чарте от 1 августа 2020 года альбом неожиданно снова поднялся с 43-го места на 6-е с дополнительным тиражом 50,000 единиц (рост на 247 процентов). Это было связано с выходом 17 июля новой делюксовой версии альбома с дополнительными 9 треками.

## Список композиций
| №                   | Название                                                            | Автор(ы)                                                                    | Продюсеры                 | Длительность |
| ------------------- | ------------------------------------------------------------------- | --------------------------------------------------------------------------- | ------------------------- | ------------ |
| 1.                  | «Lotus (Intro)»                                                     | Дженей Айко Эфуру Чиломбо Julian-Quán Việt Lê                               | Lejkeys                   | 1:12         |
| 2.                  | «Triggered (Freestyle)»                                             | Чиломбо Brian Keith Warfield Lê Maclean Robinson Ross James                 | Fisticuffs Lejkeys        | 3:30         |
| 3.                  | «None of Your Concern» (при участии Big Sean)                       | Чиломбо Sean Anderson Warfield Robinson                                     | Fisticuffs                | 4:19         |
| 4.                  | «Speak»                                                             | Чиломбо Warfield Lê Robinson                                                | Fisticuffs Lejkeys        | 3:05         |
| 5.                  | «B.S.» (при участии H.E.R.)                                         | Чиломбо Габриэлла Уилсон Warfield Robinson Anderson                         | Fisticuffs                | 3:33         |
| 6.                  | «Pussy Fairy (OTW)»                                                 | Чиломбо Lê Micah Powell                                                     | Fisticuffs Lejkeys        | 3:41         |
| 7.                  | «Happiness Over Everything (H.O.E.)» (при участии Фьючера и Мигеля) | Чиломбо Нейведиус Уилберн Мигель Пиментель Andre Benjamin Warfield Robinson | Fisticuffs                | 3:08         |
| 8.                  | «One Way St.» (при участии Ab-Soul)                                 | Чиломбо Lê                                                                  | Lejkeys                   | 2:54         |
| 9.                  | «Define Me» (интерлюдия)                                            | Чиломбо                                                                     | Jhené Aiko                | 1:49         |
| 10.                 | «Surrender» (при участии Dr. Chill)                                 | Чиломбо Kharamo Chilombo Warfield Robinson                                  | Fisticuffs                | 4:18         |
| 11.                 | «Tryna Smoke»                                                       | Чиломбо Powell                                                              | Micah Powell Heavy Mellow | 4:30         |
| 12.                 | «Born Tired»                                                        | Чиломбо Warfield Robinson                                                   | Fisticuffs                | 3:15         |
| 13.                 | «Love»                                                              | Чиломбо Warfield Lê Robinson                                                | Fisticuffs Lejkeys        | 2:36         |
| 14.                 | «10k Hours» (при участии Nas)                                       | Чиломбо Nasir Jones Lê                                                      | Lejkeys                   | 4:18         |
| 15.                 | «Summer 2020» (интерлюдия)                                          | Чиломбо Lê                                                                  | Lejkeys                   | 1:46         |
| 16.                 | «Mourning Doves»                                                    | Чиломбо Lê                                                                  | Lejkeys                   | 2:48         |
| 17.                 | «Pray for You»                                                      | Чиломбо Lê                                                                  | Lejkeys                   | 1:40         |
| 18.                 | «Lightning & Thunder» (при участии John Legend)                     | Чиломбо John Stephens Warfield Lê Robinson James                            | Fisticuffs Lejkeys        | 4:30         |
| 19.                 | «Magic Hour»                                                        | Чиломбо Lê                                                                  | Lejkeys                   | 3:16         |
| 20.                 | «Party for Me (West Coast Version)» (при участии Ty Dolla Sign)     | Чиломбо Tyrone Griffin, Jr. Lê                                              | Lejkeys                   | 3:26         |
| Общая длительность: | Общая длительность:                                                 | Общая длительность:                                                         | Общая длительность:       | 63:34        |

| №                   | Название               | Автор(ы)            | Продюсеры           | Длительность |
| ------------------- | ---------------------- | ------------------- | ------------------- | ------------ |
| 20.                 | «Party for Me (Outro)» | Чиломбо             | Lejkeys             | 1:34         |
| Общая длительность: | Общая длительность:    | Общая длительность: | Общая длительность: | 61:42        |

| №                   | Название                                                      | Автор(ы) | Продюсеры               | Длительность |
| ------------------- | ------------------------------------------------------------- | --- | ----------------------- | ------------ |
| 21.                 | «Above and Beyond (Piano)»                                    | Чиломбо Warfield Robinson | Fisticuffs              | 2:50         |
| 22.                 | «Above and Beyond»                                            | Чиломбо Warfield Robinson | Fisticuffs              | 3:26         |
| 23.                 | «B.S.» (Remix) (при участии Kehlani)                          | Чиломбо Kehlani Parrish Warfield Robinson Anderson                                                                               | Fisticuffs              | 3:32         |
| 24.                 | «All Good»                                                    | Чиломбо Warfield Lê Robinson | Fisticuffs Lejkeys      | 2:43         |
| 25.                 | «Come On»                                                     | Чиломбо Warfield Lê Robinson | Fisticuffs Lejkeys      | 2:34         |
| 26.                 | «On the Way» (при участии Mila J)                             | Чиломбо Jamila Chilombo Warfield Lê Robinson                                                                                     | Fisticuffs Lejkeys      | 3:42         |
| 27.                 | «Tryna Smoke» (Remix) (при участии Криса Брауна и Snoop Dogg) | Чиломбо Calvin Broadus Jr. Greg Edwards Powell                                                                                   | Powell Heavy Mellow     | 4:32         |
| 28.                 | «Down Again» (при участии Wiz Khalifa)                        | Чиломбо Cameron Thomaz Warfield Robinson                                                                                         | Fisticuffs              | 2:18         |
| 29.                 | «Summer 2020»                                                 | Чиломбо Warfield Lê Robinson Рональд Белл Роберт Белл Джодж Браун Роберт Микенс Клайдс Смит Alton Taylor Деннис Томас Рикки Уэст | Aiko Fisticuffs Lejkeys | 3:16         |
| Общая длительность: | Общая длительность:                                           | Общая длительность: | Общая длительность:     | 92:34        |

Замечания
- Физические копии содержат укороченную версию «Party for Me» без участия Ty Dolla Sign.
- «Summer 2020» содержит семплы из песни «Summer Madness», написанной by Рональдом Беллом, Робертом Беллом, Джоджем Брауном, Робертом Микенсом, Клайдсом Смитом, Альтоном Тейлором, Деннисом Томасом и Рикки Уэстом, и исполненной группой Kool & the Gang.

## Позиции в чартах

### Альбом
| Чарт (2020)                            | Высшая позиция |
| -------------------------------------- | -------------- |
| Австралия (ARIA)                       | 29             |
| Бельгия/Фландрия (Ultratop)            | 118            |
| Канада (Canadian Albums Chart)         | 7              |
| Нидерланды (Album Top 100)             | 40             |
| Франция (SNEP)                         | 102            |
| Ирландия (IRMA)                        | 95             |
| Новая Зеландия (RMNZ)                  | 23             |
| Швейцария (Schweizer Hitparade)        | 72             |
| Великобритания (UK Albums Chart)       | 13             |
| США, Billboard 200                     | 2              |
| США (Billboard Top R&B/Hip-Hop Albums) | 2              |

## Сертификации
| Регион | Сертификация | Продажи |
| --- | ------------ | ------- |
| США (RIAA) | Золотой      | 500 000 |
| * Данные о продажах приведены только на основе сертификации. · ^ Данные о тиражах приведены только на основе сертификации. · Данные о продажах + прослушиваниях приведены только на основе сертификации. |              |         |